# Шелкозаводское сельское поселение
Шелкозаводское се́льское поселе́ние — муниципальное образование в Шелковском районе Чечни Российской Федерации.
Административный центр — станица Шелкозаводская.

## История
Статус и границы сельского поселения установлены Законом Чеченской Республики от 14 июля 2008 года № 42-РЗ «Об образовании муниципального образования Шелковской район и муниципальных образований, входящих в его состав, установлении их границ и наделении их соответствующим статусом муниципального района и сельского поселения».

## Население
| 2010  | 2012  | 2013  | 2014  | 2015  | 2016  | 2017  | 2018  | 2019  |
| ----- | ----- | ----- | ----- | ----- | ----- | ----- | ----- | ----- |
| 1711  | ↗1762 | ↗1828 | ↗1880 | ↗1905 | ↗1934 | ↗1958 | ↗1993 | ↗2001 |
| 2020  | 2021  | 2023  | 2024  |       |       |       |       |       |
| ↗2017 | ↗2288 | ↗2337 | ↗2385 |       |       |       |       |       |

## Состав сельского поселения
| № | Населённый пункт | Тип населённого пункта | Население |
| - | ---------------- | ---------------------- | --------- |
| 1 | Парабоч          | посёлок                | ↗473      |
| 2 | Шелкозаводская   | станица                | ↘1238     |